# ГЕС Eildon
ГЕС Eildon — гідроелектростанція південному сході Австралії. Використовує ресурс із річки Goulburn, лівої притоки Муррею (дренує західний схил Австралійських Альп та через озеро Александріна відноситься до басейну Великої Австралійської затоки Індійського океану).
З 1929 року в районі сучасної станції Eildon існувала гребля Sugarloaf та працювала ГЕС з двома турбінами потужністю по 7,5 МВт. На початку 1950-х тут взялись за зведення нової, значно більшої греблі, виконаної як кам'яно-накидна споруда висотою 83 метри та довжиною 983 метри, що потребувала 10,2 млн м3 матеріалу. Вона утворила водосховище з площею поверхні 138 км2 та об'ємом 3,39 млрд м3. Гребля Sugarloaf при цьому виявилась затопленою новим резервуаром, а от дві її турбіни перенесли до машинного залу ГЕС Eildon (в подальшому їх вивели з експлуатації в 1971-му, а на початку 2000-х модернізували та знов повернули в роботу).
Втім, головне обладнання пригреблевого машинного залу станції Eildon становлять запущені у 1956—1957 роках дві турбіни потужністю по 60 МВт. Ресурс подається до них по водоводу діаметром 7 метрів, при цьому напір, в залежності від рівня води у сховищі, становить від 24 до 46 метрів. Станція працює переважно влітку в піковому режимі та забезпечує виробництво 225 млн кВт-год електроенергії на рік.